# Фазанерија
Фазанерија је место или објекат који се користи за узгој и размножавање фазана у заточеништву, као и паунова и других сродних птица, које могу, али и не морају бити смештене у кавезима. Тако одгајени фазани могу бити касније продати, приказани јавности или пак бити коришћени као перната дивљач за исхрану. Фазанерија се такође може користити и у конзерваторско-истраживачке сврхе.
У фазанеријама постоји два начина за добијање фазана, па се тако разликују домаћи и дивљи фазани. Домаћи фазани узгајају се тако што се јаја фазана стављају се испод ћурке, која излеже јаја, тако да се поступак излегања може пратити и регулисати од стране одгајивача. Са друге стране, дивље фазане излежу сами фазани, који се и брину о њима, па су на тај начин они препуштени сами себи у отвореној фазанерији.

### Фазанерије
- Додијал фазанерија
- Принсли фазанерија

### Друго
- Авикултура
- Соколарство